# 賴特縣 (明尼蘇達州)
賴特縣（英語：Wright County）是美国明尼蘇達州中部的一個縣，面積1,850平方公里。根據2020年美國人口普查，共有人口14萬1,337人。縣治水牛城（Buffalo）。
該縣成立於1855年2月20日，縣名紀念曾任纽约州州长、聯邦參眾議員的賽勒斯·賴特（Silas Wright）。